# 딥워터 호라이즌 (영화)
《딥워터 호라이즌》(Deepwater Horizon)은 2016년에 개봉한 미국의 폭발 재난 영화이다. 피터 버그가 감독, 매슈 마이클 카너헌와 매슈 샌드가 각본을 맡았으며, 마크 월버그, 커트 러셀, 존 말코비치, 지나 로드리게스, 지나 로드리게스, 딜런 오브라이언, 케이트 허드슨등이 출연했다. 2010년 멕시코만에서 발생한 딥워터 허라이즌 폭발 사고 및 기름 유출 사고를 배경으로 하고 있다.
본 촬영은 2015년 4월 27일 루이지애나주 뉴올리언스에서 시작됐다. 2016년 토론토 국제 영화제에서 첫 시사회를 가졌고, 2016년 9월 30일 미국에서 극장 상영이 되었다. 대체적으로 긍정적인 평가와 월드와이드 1억 2100만 달러가 넘는 수익을 거뒀다. 제89회 아카데미상에서 음향편집상과 시각효과상 두 부문에 후보에 올랐으며, 제70회 영국 아카데미 영화상에서도 음향상 부문 후보에 올랐다.

## 줄거리
2010년 4월 20일, 민간 계약자 트랜스오션이 운영하는 석유 시추 장치인 딥워터 허라이즌은 BP를 대신하여 루이지애나주 남부 해안에서 시추 작업을 완료할 예정이었다. 수석 전자 기술자 마이클 "마이크" 윌리엄스와 해양 설치 관리자 제임스 "미스터 지미" 해럴은 최근 완료된 시멘트 작업의 무결성을 테스트하기 위해 배정된 작업자들이 시멘트 본드 로그 (CBL)를 수행하지 않고 BP 관리자 도널드 비드린과 로버트 칼루자의 주장으로 일찍 귀가 조치되었다는 사실에 놀란다.
마이크가 케일럽 홀로웨이, 셰인 로스토, 아담 바이스를 포함한 시추팀을 준비하는 동안, 해럴은 비드린과 만나 음압 테스트를 실시하도록 설득하는데, 이 테스트는 시멘트가 고압 저장소로부터 유정을 제대로 밀봉하지 못했음을 나타낸다. 비드린은 테스트 결과를 반박하고 두 번째 테스트를 명령한다. 두 번째 테스트가 성공적이었다고 결론 내린 후, 비드린은 선임 툴푸셔 제이슨 앤더슨에게 더 많은 테스트를 진행하도록 압력을 가하고, 장치에서 시추 이수를 제거하고 다음 작업지로 이동할 준비를 하라고 명령한다.
처음에는 작업이 순조롭게 진행되었지만, 결국 시멘트 작업이 실패하여 거대한 블로우아웃이 발생하고 바이스, 로스토, 그리고 대다수의 다른 시추팀원들이 압도당해 사망한다. 홀로웨이와 비드린은 현장을 대피한다.
장비 오작동의 연쇄와 유정을 봉인하려는 실패한 시도로 인해 기름에 불이 붙어 앤더슨과 다른 툴푸셔들이 사망한다. 장치의 동적 위치 운영자 안드레아 플레타스는 해안경비대에 경고하려 하지만, 그녀의 상사인 커트 쿠치타 선장에 의해 제지당한다. 쿠치타는 장치가 즉각적인 위험에 처하지 않았다고 주장하다가, 장치에 불이 붙자마자 도움을 요청한다. 이제 기름이 바다로 뿜어져 나오고, 기름에 뒤덮인 펠리컨 한 마리가 시추 이수를 수거하기 위해 근처에 있던 데이먼 뱅크스턴호의 다리 위로 날아와 죽는다. 이 배는 작업자들이 필사적인 대피를 시작하는 동시에 장치에 불이 붙는 것을 보고 구조팀을 보내 장치로 향한다. 폭발로 심각한 부상을 입었지만 여전히 살아있는 해럴은 마이크에게 구조되어 상황을 통제하지만, 장치를 구할 수 없다는 사실을 알게 된다. 마이크의 가까운 친구인 아론 데일 버킨은 불타는 크레인이 생존한 승무원들에게 무너지지 않도록 자신을 희생한다. 동시에 마이크와 케일럽은 비드린과 칼루자를 구조하여 안전한 곳으로 이동시킨다.
밤이 되어 불타는 기름이 주변을 밝히자, 해안경비대는 사건을 인지하고 함정과 항공기를 보내 생존자들을 구조한다. 생존자들은 이미 현장에 도착하여 대피와 구조를 돕고 있던 데이먼 뱅크스턴호로 구명정을 타고 옮겨진다. 모든 구명정이 가득 차자, 마이크는 비상 구명 뗏목을 찾지만, 그와 안드레아가 탑승하기 전에 장치에서 떨어져나가 안드레아가 공황 발작을 겪는다. 유정 자체의 기름이 발화하여 장치를 파괴하자마자, 두 사람은 물에 뛰어들고 구조대원들에게 구출되어 데이먼 뱅크스턴호로 옮겨진다. 그곳에서 살아남은 승무원들은 사망한 동료들을 애도하고 주기도문을 외운다.
집으로 돌아온 작업자들은 호텔 로비에서 가족들과 재회하는데, 이때 실종된 승무원 중 한 명의 부모가 마이크에게 다가와 그가 공황 발작을 일으킨다. 다행히 마이크의 가족들이 달려와 그를 위로한다.
영화는 재난의 여파를 보여주는 일련의 클립으로 끝맺는데, 여기에는 실제 마이크 윌리엄스의 증언과 도널드 비드린과 로버트 칼루자만이 그들의 행동으로 기소된 두 사람이라는 사실이 포함된다. 두 사람 모두 11건의 살인 혐의로 기소되었다. 2015년까지 이 혐의는 기각되었다. 크레딧이 올라가기 전에 목숨을 잃은 11명의 남성들의 사진이 나타난다. 영화의 후기에는 "블로우아웃은 87일 동안 지속되었고, 약 2억 1천만 갤런의 기름이 멕시코만에 유출되었다. 이는 미국 역사상 최악의 석유 재난이었다."라고 적혀 있다.

## 출연
- 마크 월버그 - 마이크 윌리엄스[1]
- 커트 러셀 - 지미 하렐
- 존 말코비치 - 도널드 비드린
- 지나 로드리게즈 - 앤드리아 플레이테스
- 딜런 오브라이언 - 캘랩 홀로웨이
- 케이트 허드슨 - 펄리샤 윌리엄스
- 이선 서플리 - 제이슨 앤더슨
- 트레이스 애드킨스 - 호텔에서 비통하는 아버지
- 브래드 릴런드 - 로버트 칼루자
- 조 크레스트(Joe Chrest) - 데이비드 심즈
- 제임스 듀먼트(James DuMont) - 패트릭 오브라이언
- 데이브 맬도나도(ave Maldonado) - 커트 컷차 대위
- 더글라스 M. 그리핀(Douglas M. Griffin) - 앨윈 랜드리
- 저스턴 스트리트(Juston Street) - 앤서니 제르바시오(Anthony Gervasio)